# 成田鉄道八街線
八街線（やちまたせん）は、バス会社千葉交通の前身である成田鉄道が、かつて運営していた鉄道路線（廃線）である。

## 概要
千葉市にあった陸軍鉄道連隊は、千葉 - 四街道 - 根古谷 - 沖 - 山田台 - 滝台 - 四木 - 笹引 - 六区 - 大東区 - 二区 - 朝日区 - 両国 - 三里塚間の約50 kmを軌間600 mmの軌匡で敷設する大演習を1913年（大正2年）の9月から行い、演習終了後朝日区以西を撤去。撤去されずに残された朝日区 - 三里塚間は多古線を営業していた千葉県に払下げ、朝日区から八街駅に達する線路を新設して1914年（大正3年）5月、千葉県営鉄道八街線として営業開始した。1928年（昭和3年）に多古線が1,067 mm軌間に改軌されるまで多古線と区別なく車両を運用していた。
1927年（昭和2年）には、多古線同様成田鉄道（当時は成田電気軌道）へ譲渡されるが、1940年（昭和15年）に八街線の線路敷に陸軍の八街飛行場が建設されることになったため、廃線となった。

### 路線データ
- 路線距離：三里塚 - 八街間13.8 km
- 駅数：11
- 軌間：600 mm
- 電化区間：なし
- 複線区間：なし

## 運行概要
1933年7月1日改正当時
- 旅客列車運行本数：日7往復
- 所要時間：全線43分

## 沿革
- 1913年（大正2年）11月1日 千葉県に対し鉄道免許状下付（印旛郡遠山村-同郡八街村間）[1]
- 1914年（大正3年）5月18日 陸軍から県が設備と車両を借りて開業[2]
- 1917年（大正6年）12月 県に設備と車両を無償譲渡
- 1927年（昭和2年）4月1日 成田電気軌道へ移管[3]
- 1927年（昭和2年）5月13日 成田鉄道と改称
- 1930年（昭和5年）9月1日 川津場駅、高野駅、八街街道駅、古込駅、東八街駅開業
- 1931年（昭和6年）9月15日 十倉駅開業
- 1940年（昭和15年）5月14日  廃線[4][5]

## 駅一覧
廃線時
三里塚駅（さんりづか） - 根木名駅（ねこな） - 川津場駅（かわづば） - 富里駅（とみさと） - 高野駅（こうや） - 十倉駅（とくら） - 実ノ口駅（みのくち） - 八街街道駅（やちまたかいどう） - 古込駅（ふるごめ） - 東八街駅（ひがしやちまた） - 八街駅（やちまた）

## 接続路線
- 三里塚駅：成田鉄道多古線
- 八街駅：総武本線

## 輸送・収支実績
多古線と合算計上のため成田鉄道多古線#輸送・収支実績を参照

## 車両
ガソリン動車を除き千葉県営鉄道から引き継いだ車両
- 蒸気機関車 - 4両。双合機関車を切り離して使用。詳細は日本陸軍鉄道連隊A/B形蒸気機関車を参照のこと。
- 客車 - ボギー客車　ハ1形（ハ1-5）5両、ハ11形（ハ11）1両
- 貨車 - ボギー有蓋車ワ1形4両、ボギー無蓋車ト1形3両、ボギー無側車チ1形2両
- 内燃動車 - 1930年からガソリン動車の運転をはじめた。汽車製造製、ガ201・202、2両